# Schutzhelm

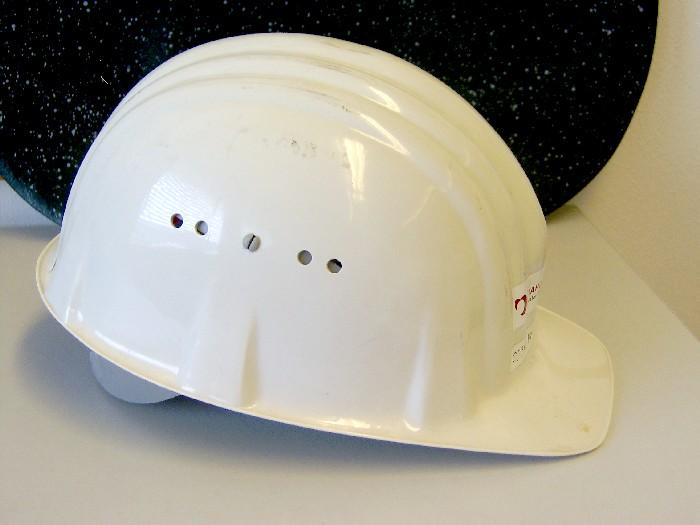
Industrieller Schutzhelm gemäß EN 397

Der industrielle Schutzhelm (auch Bauhelm oder Industrieschutzhelm) ist ein Helm, der in den meisten modernen Industriestaaten als Zubehör zum Arbeitsschutz auf Baustellen oder anderen Gefahrenbereichen vorgeschrieben ist. Helme werden auch empfohlen bei Wanderungen im Hochgebirge wegen der Steinschlaggefahr. Helme zum Schutz gegen Waffenwirkung werden dagegen meist als Gefechtshelm oder ballistischer Schutzhelm bezeichnet.
Der Helm dient zum Schutz des Kopfes einerseits vor herabfallenden Teilen und pendelnden Lasten andererseits kann er bei beengten Situationen vor Verletzungen bewahren. Gegen Letzteres kommen auch Anstoßkappen zum Einsatz.
In Europa ist der Arbeitsschutzhelm nach Norm EN 397 genormt. Die Helmschale ist in der Regel aus harten Plastikwerkstoffen hergestellt, wobei sowohl Duroplaste als auch Thermoplaste zum Einsatz kommen. Metalle, vor allem Aluminium, wurden in der Vergangenheit verwendet, kommen jetzt aber kaum noch zum Einsatz. Thermoplaste altern relativ schnell, bereits nach vier Jahren muss der Helm wegen Versprödung ausgesondert werden, bei Duroplasten muss eine Aussonderung nach acht Jahren erfolgen. Je nach Umweltbedingungen kann die Versprödung aber auch früher eintreten. Je nach Einsatzzweck ist die Helmschale verschieden geformt, sie kann zum Beispiel mit einem breiten Rand, einer Regenrinne, Belüftungsöffnungen oder Stecktaschen für verschiedene Zubehör versehen sein. Die Helmschale nimmt die einwirkenden Kräfte auf. Die Innenausstattung des Helms ist korbähnlich geformt. Mit ihr ruht der Helm auf dem Kopf. Durch die Innenausstattung wird die wirkende Kraft verteilt. Sie ist verstellbar und besteht aus verschiedenen Bändern. Beim Schutzhelm für Kopfverletzte kann sie auch aus elastischem Kunststoff, zum Beispiel Schaumstoff, oder Ledereinsatz bestehen.
An vielen Helmen können Zubehörteile wie ein Kapselgehörschutz oder ein Gesichtsschutz (z. B. für die Arbeit mit Motorsägen) befestigt werden. Weitere Zubehörteile können ein Nackenschutz gegen Nässe oder, vor allem im Bergbau oder im Tiefbau, eine batteriebetriebene Beleuchtung sein. In der Regel ist durch den Hersteller eine maximale Masse des Helmes mit Zubehör vorgeschrieben, die nicht überschritten werden darf.
Daneben gibt es Helme für folgende Spezialanwendungen, die jeweils besonders geprüft werden:
- Einsatz bei sehr niedrigen Temperaturen bis −30 °C
- Einsatz bei sehr hoher Temperatur, 150 °C
- Gefährdung durch kurzfristigen, unbeabsichtigten Kontakt mit Wechselspannungen bis 440 V
- Gefährdung durch Spritzer von geschmolzenem Metall
- Gefährdung durch seitliche Beanspruchung

Zur Belehrung und Ausstattung der Arbeitnehmer mit Helmen ist der Arbeitgeber verpflichtet.
Je nach Unternehmen und Tätigkeit kann die Farbgebung einer Funktion (z. B. grün: Zimmermann, rot: Vorarbeiter, weiß: Polier) zugeordnet sein, die Firmenfarben wiedergeben oder auch einem Zweck dienen (z. B. Signalfarben gelb oder rot, im Lebensmittelbereich und im Rettungsdienst oft weiß).

## Piktogramme
In Gebotszeichen ist der Schutzhelm als Piktogramm enthalten.

M014 Kopfschutz benutzen, DIN EN ISO 7010 (aktuell)
Kopfschutz benutzen, DIN 4844-2 (veraltet)